# مدارشکن قدرت
مدارشِکَن (به انگلیسی: Circuit breaker) یا دِژُنکتُور (به فرانسوی: Disjoncteur) گونه‌ای کلید خودکار است که برای محافظت از یک مدار الکتریکی در مقابل خطرات ناشی از اضافه بار یا اتصال کوتاه طراحی شده‌است. برعکس فیوز که یک بار عمل کرده و پس از آن باید تعویض شود، مدارشکن می‌تواند دوباره (به‌طور خودکار یا دستی) وارد مدار شود. مدارشکن‌ها در اندازه‌های مختلفی ساخته می‌شوند و می‌توانند از یک کلید کوچک مورد استفاده در یک منزل تا یک کلید بزرگ که برای محافظت مدارهای ولتاژ بالا و تغذیه یک شهر به کار می‌رود متفاوت باشند.

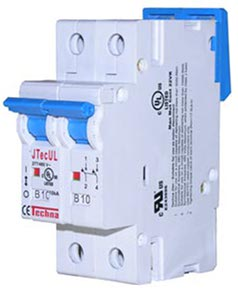
یک مدار شکن دوپل مینیاتوری

## عملکرد
تمامی مدارشکن‌ها مشخصه‌های مشترکی برای عملکرد خود دارند البته جزئیات کار آن‌ها به ولتاژ کار، میزان جریان و نوع آن‌ها وابسته‌است. یک مدارشکن باید بتواند بروز خطا را در مدار تشخیص دهد؛ در مدارشکن‌های ولتاژ پایین این کار به وسیله قسمتی که در محفظه مدارشکن قرار دارد انجام می‌شود اما در مدارشکن‌های ولتاژ بالا تجهیزات جداگانه‌ای برای تشخیص انواع خطاهای شبکه در نظر گرفته شده‌است. زمانی یک خطا تشخیص داده می‌شود کنتاکت‌های داخل مدارشکن باید باز شوند تا مدار را متوقف کنند. در برخی از مدارشکن‌ها از انرژی مکانیکی ذخیره شده در داخل مدارشکن برای جدا کردن کنتاکت‌ها استفاده می‌شود همچنین ممکن است مقداری از انرژی مورد نیاز از خود جریان خطا دریافت شود. زمانی که جریان متوقف می‌شود، یک قوس الکتریکی به وجود می‌آید این قوس باید در یک فرایند کنترل شده متوقف، سرد و خاموش شود تا فاصله بین کنتاکت‌ها از برقراری دوباره جریان جلوگیری کند. در نهایت زمانی که خطا برطرف می‌شود کنتاکت‌ها دوباره باید وصل شوند تا مدار به حالت اول خود بازگردد.

### مدارشکن مغناطیسی
مدارشکن مغناطیسی از یک آهنربای الکتریکی که نیروی کششی آن با جریان افزایش می‌یابد، برای جدا کردن کنتاکت‌ها استفاده می‌کند. کنتاکت‌های مدارشکن به وسیله بست در جای خود نگه داشته شده‌اند. زمانی که جریان در سیم‌پیچ مغناطیسی افزایش می‌یابد و به بیش از جریان مجاز می‌رسد سیم‌پیچ بست را به سمت خود می‌کشد و به کنتاکت‌ها اجازه می‌دهد تا با یک حرکت سریع باز شوند. در برخی از مدارشکن‌ها از یک مایع برای بالابردن خواص تأخیری مدارشکن استفاده می‌شود. در این حالت هسته تا زمانی که جریان به بیش از میزان نامی برسد به وسیله یک فنر مهار شده. در زمان اضافه بار سرعت حرکت بوبین به وسیله مایع کاهش می‌یابد. این تأخیر زمانی برای جلوگیری از عمل کردن مدارشکن در لحظه وصل موتورهای الکتریکی یا دیگر تجهیزات القایی به علت ضربه اولیه آنهاست.

### مدارشکن گرمایی
این مدارشکن‌ها از دو باریکه فلزی که در اثر افزایش جریان گرم و خم می‌شوند استفاده می‌کنند و در این حالت نیز خم شدن فلزات موجب آزاد شدن فنر می‌شود. از این نوع مدارشکن‌ها بیشتر برای مدارهای کنترل موتور استفاده می‌شود. مدارشکن‌های گرمایی معمولاً دارای یک المان تصحیح برای جلوگیری از تأثیر حرارت محیط در عملکرد دستگاه هستند.

### مدارشکن مغناطیسی-گرمایی
مدارشکن‌های مغناطیسی-گرمایی نوعی از مدارشکن‌ها هستند که در بیشتر تابلوهای توزیع مورد استفاده قرار می‌گیرند. از آنجایی که مدارشکن‌های مغناطیسی عملکرد بهتری در اتصال کوتاه دارند و از طرفی مدارشکن‌های گرمایی در اضافه بار بهتر عمل می‌کنند استفاده از ترکیبی از این دو نوع عملکرد مناسبی را در اتصال کوتاه و اضافه بار به دنبال خواهد داشت.

## مدارشکن‌های ولتاژ بالا
مدارشکن‌ها در جریان‌ها بالا معمولاً با تجهیزات پیلوت برای تشخیص خطا و اعمال دستور برای بازشدن کنتاکت‌ها تجهیز شده‌اند. در این مدارشکن‌ها انرژی لازم برای بازشدن کنتاکت‌ها معمولاً به وسیله یک باتری خارجی تأمین می‌شود گرچه در برخی از مدارشکن‌ها ولتاژ بالا، مدارشکن‌ها به وسیله ترانسفورماتور جریان، رله‌های حفاظتی و یک کنترل‌کننده داخلی توان کامل می‌شوند.

## قطع جرقه
مدارشکن‌های مینیاتوری کوچک فقط از هوا برای خاموش کردن جرقه استفاده می‌کنند در حالی که در مدار شکن‌های ولتاژ بالا از صفحه‌های فلزی یا غیر فلزی در کنار هم قرار گرفته برای تقسیم و خاموش کردن جرقه استفاده می‌کنند.
مدار شکن‌های روغنی از خاصیت تبخیر پذیری روغن و فشار ناشی از گازهای متصاعد شده در فرایند بخار شدن روغن برای خاموش کردن جرقه استفاده می‌کنند.
در مدارشکن‌های SF۶ ممکن است از یک میدان مغناطیسی برای کشیدن جرقه استفاده می‌شود، سپس جرقه کشیده شده با تکیه بر خاصیت پایداری دی‌الکتریک بالای گاز SF۶ خاموش می‌شود.
مدارشکن‌های خلأ کمترین میزان جرقه را دارند (از آنجایی که گازی برای یونیزه شدن بین کنتاکت‌ها وجود ندارد)، بنابراین جرقه زمانی که هنوز طول بسیار کمی (کمتر از ۲ تا ۳ میلیمتر) دارد خاموش می‌شود. مدار شکن‌های خلأ به‌طور گسترده‌ای در تجهیزات تقسیم برق در ولتاژهای متوسط تا ۳۵ کیلوولت استفاده می‌شوند.
مدار شکن‌های بادی از فشار هوای فشرده شده برای دور کردن جرقه از محل کنتاکت‌ها استفاده می‌کنند. در این مدارشکن‌ها کنتاکت‌ها با یک حرکت سریع بین خود یک مسیر برای عبور هوای فشرده ایجاد می‌کنند و هوا در طول خروج هوای یونیزه شده را نیز با خود خارج می‌کند.
مدارشکن‌ها معمولاً جریان را در زمان بسیار کوتاهی قطع می‌کنند به طوریکه جرقه پس از ۳۰ تا ۱۵۰ میلی ثانیه پس از اعمال دستور قطع خاموش شده‌است که این زمان به مکانیزم و عمر مدارشکن بستگی دارد.

## حفاظت

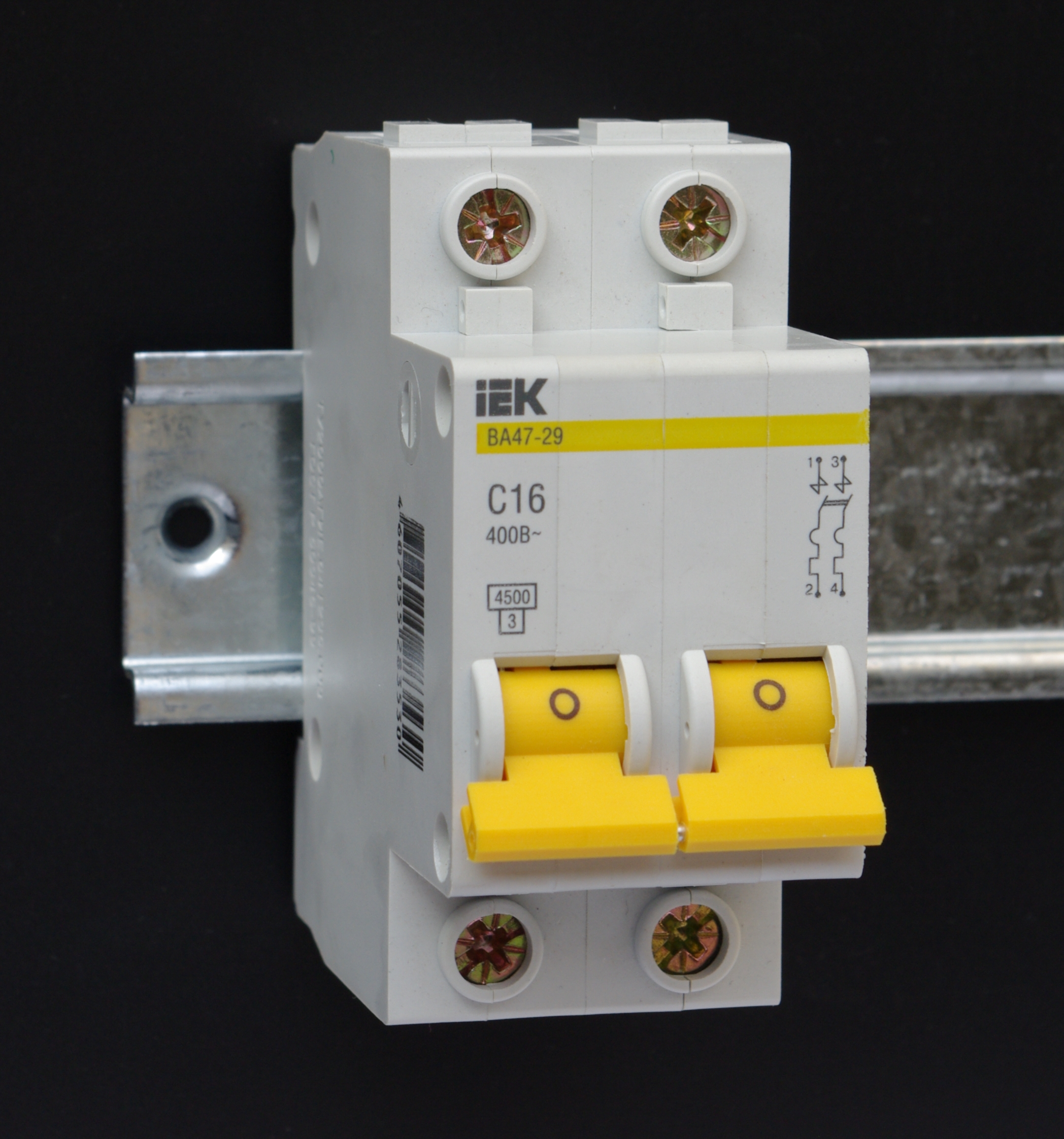
در این تصویر یک قطع کننده مدار ۲ پل، مدل سی۱۶ روی ریل نصب شده است.

در شرایط اتصال کوتاه، ممکن است جریانی بسیار بزرگتر از جریان نامی در مدار جاری شود. زمانی که کنتاکت‌های مدارشکن برای قطع یک جریان بزرگ باز می‌شوند تمایلی برای به وجود آمدن قوس بین دو کنتاکت به علت جریان بالا وجود دارد و این قوس به جریان اجازه خواهد داد همچنان جاری بماند؛ بنابراین مدارشکن باید از روش‌های مختلفی برای تقسیم و خاموش کردن جرقه استفاده کند.
در مدار شکن‌های عادی و مینیاتوری از صفحات متعدد فلزی یا سرامیکی برای خنک کردن جرقه استفاده می‌شود و یک میدان مغناطیسی موجب منحرف و کشیده شدن جرقه می‌شود. در مدارشکن‌های بزرگتری که در توزیع برق مورد استفاده قرار می‌گیرند از روش‌های دیگری مانند استفاده از خلأ، گازهای خنثی (مانند SF۶) یا روغن استفاده می‌کنند.
بیشترین جریان اتصال کوتاهی را که یک مدارشکن می‌تواند قطع کند به وسیله آزمایش تعیین می‌کنند. استفاده از مدارشکن در کاربردهایی که میزان جریان اتصال کوتاه از جریان قابل قطع مدار شکن بیشتر باشد ممکن است باعث واماندگی مدارشکن در قطع جریان شود. در حالت بدتر مدارشکن ممکن است در اثر فشار منفجر شود.

## انواع کلیدها
با توجه به خصوصیات مختلف مدارشکن‌ها مانند ردیف ولتاژ، ساختمان، روش قطع جرقه و خصوصیات ساختاری می‌توان آن‌ها را به روش‌های مختلفی طبقه‌بندی کرد.
مدارشکن‌های ولتاژ پایین (کمتر از V۱۰۰۰) بیشتر در کاربردهای مسکونی، تجاری و صنعتی مورد استفاده قرار می‌گیرند که شامل:
- MCB (مدارشکن مینیاتوری Miniature Circuit Breaker): جریان نامی بیش از ۱۰۰ آمپر نیست. خصوصیات عمل کردن این مدارشکن‌ها معمولاً قابل تنظیم نیست. این مدارشکن‌ها معمولاً به صورت گرمایی یا گرمایی-مغناطیسی عمل می‌کنند.
- MCCB (مدارشکن قاب‌بندی شده Moulded Case Circuit Breaker): جریان نامی این مدارشکن‌ها تا ۱۰۰۰ آمپر است.
- مدارشکن‌های ولتاژ پایین قدرت می‌توانند در تابلوهای برق نیز مورد استفاده قرار گیرند.

خصوصیات مدارشکن‌های ولتاژ پایین را به وسیله استانداردهای بین‌المللی مانندIEC ۹۴۷ مشخص می‌کنند. این مدارشکن‌ها معمولاً در قاب‌های متحرک نصب می‌شوند تا بتوان در صورت نیاز آن‌ها را تعویض یا تعمیر کرد.
از مدارشکن‌های ولتاژ پایین در جریان مستقیم نیز استفاده می‌شود. از کاربردهای مدارشکن‌های جریان مستقیم می‌توان به تغذیه خطوط مترو اشاره کرد. در جریان مستقیم از مدارشکن‌های خاصی استفاده می‌شود چراکه جریان مستقیم برعکس جریان متناوب در هر نیم سیکل به صفر نمی‌رسد. مدارشکن‌های جریان مستقیم دارای یک بوبین هستند که در لحظه قطع با ایجاد یک میدان مغناطیسی موجب کشیده شدن جرقه می‌شود.
مدارشکن‌های ولتاژ متوسط ولتاژ نامی بین ۱ تا ۷۲ کیلوولت دارند و در قاب‌های متفاوت برای استفاده درون تابلوها یا استفاده در پست‌های الکتریکی تولید می‌شوند. مانند مدارشکن‌های ولتاژ بالا این مدارشکن‌ها نیز می‌توانند از رله‌های حسگر جریان که به وسیله ترانسفورماتورهای جریان به مدار متصل هستند، برای تشخیص خطا در مدار استفاده کنند.
در برخی موارد در سیستم‌های قدرت ولتاژ بالا نیاز به قطع جریان‌های بالای جاری شده در اثر ایجاد خطا در مدار است. مدارشکن‌های ولتاژ بالا از روش‌های مختلفی برای قطع جریان استفاده می‌کنند از جمله آن‌ها می‌توان به موارد زیر اشاره کرد:
- مدارشکن خلاء: جریان نامی این مدارشکن‌ها تا ۳۰۰۰ آمپر می‌رسد. این مدارشکن‌ها با جدا کردن کنتاکت‌ها در خلاء از طولانی شدن جرقه جلوگیری می‌کنند. این مدارشکن‌ها تا ولتاژ ۳۵ کیلوولت کاربر دارند که تقریباً برابر با ولتاژ متوسط در سیستم‌های قدرت است. این مدارشکن‌ها عمر مفید بالاتر و نیاز به سرویس کمتری نسبت به مدارشکن‌های هوایی دارند.
- مدارشکن هوایی: جریان نامی این مدارشکن‌ها تا ۱۰٬۰۰۰ آمپر می‌رسد. آستانه عمل کردن و تأخیر در عملکرد این مدارشکن‌ها معمولاً متغیر است و معمولاً به صورت الکترونیکی کنترل می‌شوند. این مدارشکن‌ها معمولاً در قسمت اصلی توزیع در کارخانه‌های بزرگ و صنعتی مورد استفاده قرار می‌گیرند.

## کلیدهای فشارضعیف

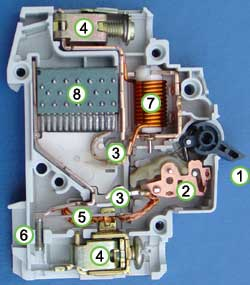
تصویری از داخل یک مدارشکن فشار ضعیف

از مدارشکن‌های فشار ضعیف ممکن است به‌طور مستقیم در تجهیزات الکتریکی یا در پنل‌های مخصوص استفاده شود.
تصویر روبه رو قسمت‌های مختلف یک مدارشکن فشار ضعیف را نشان می‌دهد.
1. اهرم فعال کننده: از این اهرم برای قطع یا وصل کردن دستی مدارشکن استفاده می‌شود. این اهرم همچنین وضعیت مدارشکن را نیز نشان می‌دهد. بیشتر مدارشکن‌ها طوری طراحی می‌شوند که در صورت گیر کردن اهرم نیز قابلیت تغییر وضعیت را داشته باشند.
2. بکاراندازنده: این قسمت نیرو را به کنتاکت‌ها برای وصل یا جدا شدن اعمال می‌کند.
3. کنتاکت‌ها: درصورت وصل بودن تنها مسیر عبور جریان خواهد بود.
4. ترمینال‌ها
5. نوار دو فلزی
6. پیچ درجه‌بندی: به سازنده اجازه می‌دهد تا جریان عمل کردن مدارشکن را بعد از ساخت به‌طور دقیق تنظیم کند.
7. بوبین
8. جرقه گیر

انواع مدارشکن‌های فشار ضعیف
Mcb کلید فیوز مینیاتوری، محافظت در برابر اتصال کوتاه، رنج جریان تا ۱۰۰ آمپر، قدرت قطع تا ۲۰کیلوآمپر، دارای ۴ نوع ABCD می‌باشد که نوع A برای مصارف روشنایی و اهمی خالص استفاده می‌شود. نوع Bبرای مصارفی که ممکن است جریان هجومی داشته باشند مانند ترانس‌های کوچک فن‌های کوچک
نوع C برای مصارف موتوری که تا ۱۰ ثانیه جریان راه اندازی دارند و نوع D برای مصارف موتوری که بیشتر از ۱۰ ثانیه جریان راه اندازی دارند.
MCCB کلید کامپکت گه دارای دو نوع با حفاظت و بدون حفاظت می‌باشد در رله اور کارنت
گفتیم که حفاظت‌ها به صورت کامپکت در یک تجهیز قرار دارند و ایجاد یک رله حفاظتی می‌کنند. در نوع دارای حفاظت این کلید اغلب فانکشن ۵۰ و ۵۱ وجود دارد و در مدل‌هایی دیگر فانکشن ۴۹ نیز به ان اضافه می‌شود. نوع بدون حفاظت MCCB
```
فقط عملیات قطع و وصل را انجام می‌دهد.
```

از این نوع کلید نباید در مصارف موتوری استفاده کرد؛ زیرا این نوع بریکر تحمل جریان راه اندازی موتور را ندارد.
MPCBاین نوع بریکر مشابه MCCBاست با این تفاوت که حتماً دارای حفاظت است ۵۰ و ۵۱ و حتماً فانکشن ۴۹ را دارد و برای مصارف موتوری استفاده می‌شود.
RCB برای حفاظت در مقابل خطای اتصال زمین به کار می‌رود. رله ارت فالت نام دیگر ان است و با اندیس ۵۰g نشان می‌دهند. در کلمات عامیانه در سطح فشار ضعیف به ان محافظ جان هم می‌گویند و قبل از MCB قرار می‌گیرد. اختلاف جریان رفت و برگشت را در نظر می‌گیرد و چنانچه اختلافی بین این دو پارامتر باشد در کسری از ثانیه در هنگام خطای اتصال زمین عمل می‌کند. نوع قابل تنظیم برای تنظیم مقدار اختلاف جریان رفت و برگشت نیز وجود دارد.

## کلیدهای فشار متوسط
کلیدهای فشار متوسط به کلیدهای بالاتر از سطح ولتاژ 1KV و تا 36KV گفته می‌شود.
انواع مختلف این نوع کلیدها را از نظر نوع قطع کننده (interrupter) می‌توان به دسته‌بندی‌های زیر تقسیم نمود.
کلیدهای روغنی:
این نوع کلیدها قدیمی بوده و از دور خارج شده‌است.
کلیدهای گازی:

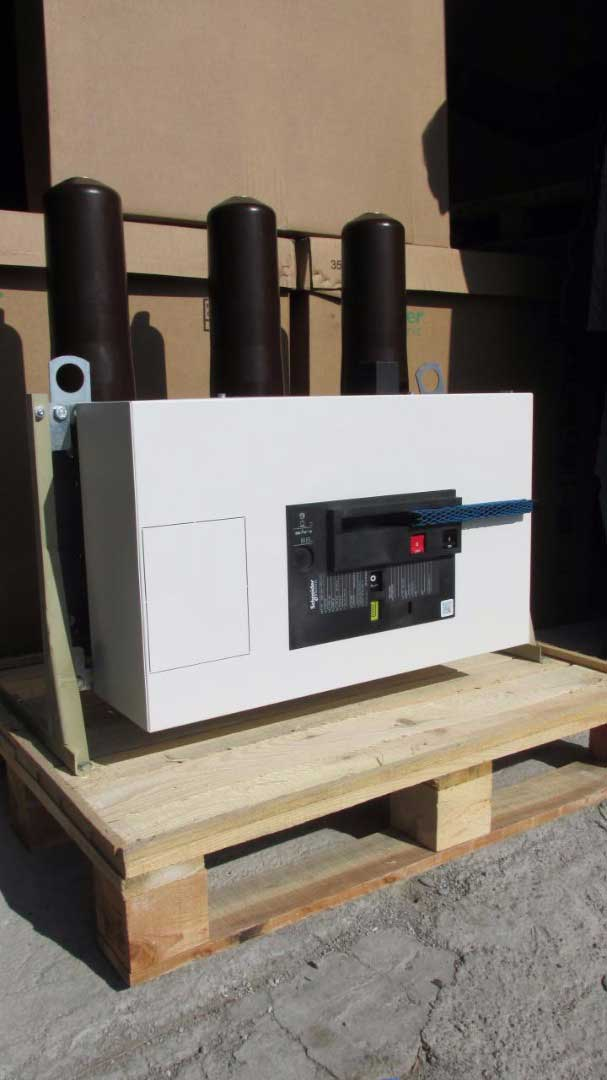
تصویری از کلید گازی اشنایدر الکتریک با مکانیزم از جلو یا (سنتی) - این نوع دیژنکتور برای تیپ تابلوهای فشار متوسط سنتی استفاده می‌گردد.

محفظه قطع یا قطع کننده در یک فضای گازی با گاز SF6 قرار دارد.

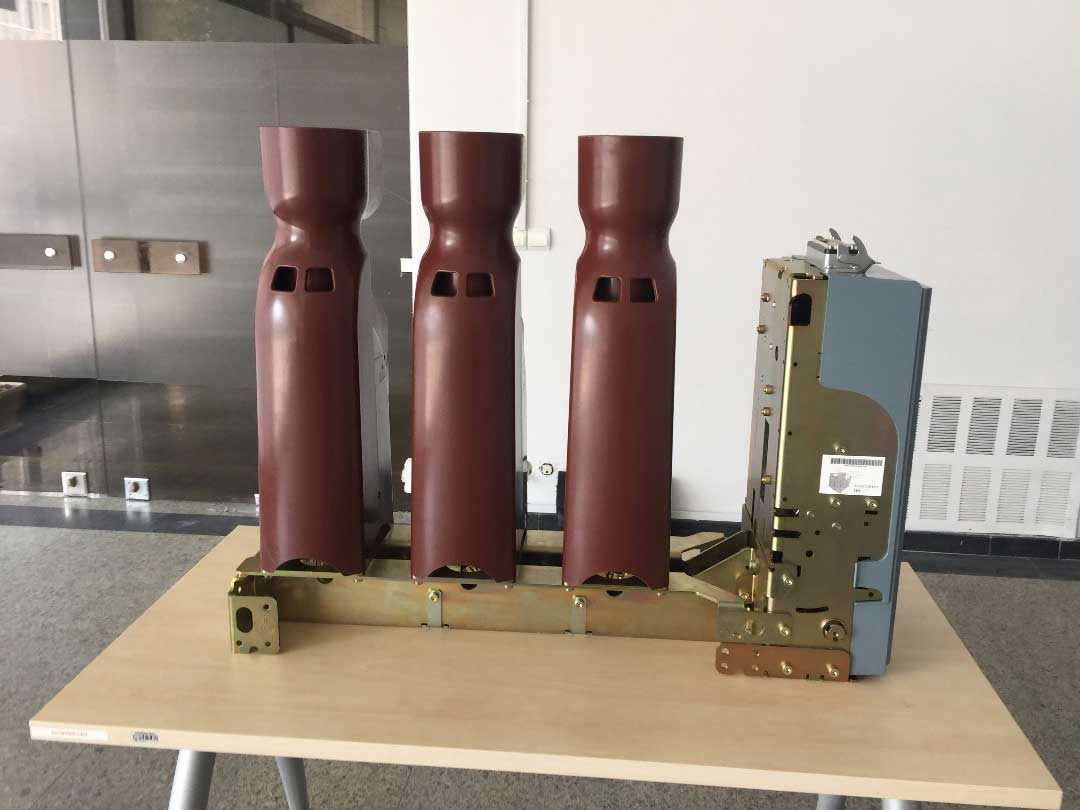
این تیپ کلید در تابلوهای کمکت فشار متوسط مورد استفاده قرار می‌گیرد.

کلیدهای خلأ:
محفظه قطع یا قطع کننده در فضای خلأ (Vaccum) قرار دارد.